# Baška Voda
Baška Voda falu és község Horvátországban, Split-Dalmácia megyében.

## Fekvése
Splittől légvonalban 44, közúton 54 km-re délkeletre, Makarskától 10 km-re északnyugatra, Közép-Dalmáciában a Biokovo-hegység alatt a tengerparton, a Makarskai riviéra nyugati részén található. Közigazgatásilag Bast, Bratuš, Krvavica és Promajna települések tartoznak hozzá.

## Története
Baška Voda területe már a történelem előtti időben is lakott volt. A korai emberi letelepedés fő tényezője az itteni ivóvízforrás volt. Az i. e. 4. évezredben a forrás és az azt övező legelők köré bronzkori pásztornépek telepedtek le, akik gyakran összetűztek egymással a kiváló adottságokkal rendelkező hely birtoklásáért. Ennek védelmére idővel a közeli Gradina nevű magaslaton a mai település központjában erődített település jött létre, melyet szárazon rakott követből épített erődfal vett körül. Az első ismert itt élt nép az illírek egyik törzse a dalmaták voltak, akik a magaslatokon épített, jól védhető erődített településeikben laktak. Innen könnyen ellenőrizni tudták a környező vidéket. Többségük állattartással foglalkozott, kisebb részük pedig földművelésből élt. A rómaiak az i. e. 3. században érkeztek ide először, de csak hosszú ideig tartó harcok után hódították meg ezt a vidéket. Az illírek elleni 9-ben aratott végső győzelem után Dalmáciára békésebb idők következtek, mely időszak 378-ig a népvándorlásig tartott. A római korban a mai Baška Voda helyén Aronia nevű település állt, melynek létét a régészeti leleteken kívül az ebben a korban készített térkép a „Tabula Peutingeriana” is megerősíti. A késő ókorban a 4. és a 7. század között barbár népek telepedtek itt meg, akik a Gradinán talált falakat tovább erősítették, hogy támadás esetén ide húzódhassanak vissza, illetve innen ellenőrizhessék a Braći-csatorna bejáratát. Az 5. és 6. században a Gradinán felhúzott falak maradványai még ma is láthatók. Az itt folyt élénk kereskedelmi tevékenységről pedig a megtalált amforák és más cseréptöredékek tanúskodnak, melyek Észak-Afrikából, a Földközi-tenger keleti medencéjéből és a Fekete-tenger vidékéről származnak. A Gradina közelében jelentős számú ókori sír is előkerült, mellékleteik között mécsesekkel, nyakláncokkal, üvegtárgyakkal, Euterpét és Kupidót ábrázoló szobrocskákkal. A sírfeliratok között a latinon kívül illír nevek is találhatók. Ez arra enged következtetni, hogy a rómaiak mellett az ősi illír lakosság leszármazottai is szép számmal éltek itt. A régészeti leletek alapján római település tágabb környezetében számos villagazdaság is működött.
A mai horvátok ősei a 7. században az avar hódítás után érkeztek ide és 925-ben megalapították királyságukat. A szláv letelepedés egyúttal az ókori Aronia végét is jelentette, mivel a következő mintegy ezer évben semmilyen városi életnek nincs nyoma ezen a vidéken. A pásztorok csak a itatni jártak a tengerhez közeli forráshoz, mely körül a középkorban valószínűleg csak pásztorkunyhók álltak. Időközben 1476 körül a környék török uralom alá került és csak a közeli Zadvarje (Duare) várának felszabadításával együtt 1684. április 21-én szabadult fel végleg a több mint kétszáz éves török uralom alól, majd a Velencei Köztársaság része lett. A török veszély végével a környező települések újra benépesültek és a mai Baška Voda lakóinak ősei is ekkor telepedtek itt le. A település neve 1688-ban Coranelli földrajzi térképén „Basca” alakban tűnik fel először. Az első középület a Szent Lőrinc templom 1750 körül épül fel az ókori épületek alapjain. A lakosság a földművelésen és állattartáson kívül halászattal, tengerészettel is foglalkozott. A velencei uralomnak 1797-ben vége szakadt és osztrák csapatok vonultak be Dalmáciába. 1806-ban az osztrákokat legyőző franciák uralma alá került, de Napóleon lipcsei veresége után 1813-ban újra az osztrákoké lett. A település első iskolája 1845-ben nyitotta meg kapuit. 1889-ben felépült a neoromán stílusú Szent Miklós templom, 1900-ban pedig megnyílt a helyi postahivatal. A kikötő kiépítésével 1912-ben Baška Voda a környék egyik legjelentősebb kikötőjévé vált. Rajta keresztül zajlott a kereskedelem a közeli szigetek és a Zabiokovlja települései között. A településnek 1857-ben 459, 1910-ben 783 lakosa volt. 1918-ban az új szerb-horvát-szlovén állam, majd később Jugoszlávia része lett. Az 1930-as években a Sikavica testvérek felépítették a település első szállodáját, mely az 1936-os londoni világkiállításon kényelme, nagyszerű konyhája és jó bora miatt aranyérmet nyert. A helyi szépítő egyesületet 1933-ban alapították, az Adria-parti főút kiépítése után pedig megindult a turizmus fejlődése is. A település a háború után a szocialista Jugoszláviához került. 1991 óta a független Horvátországhoz tartozik. Baška Voda 1993-ban lett önálló község, addig Makarska községhez tartozott. Az utóbbi húsz évben Baška Voda Közép-Dalmácia egyik legnépszerűbb turisztikai központjává fejlődött. A 21. század elején elnyerte a legnívósabb horvát turisztikai elismerést a Kék virág díj arany fokozatát. 2011-ben a településnek 1978 lakosa volt.

## Lakosság
| Lakosság változása | Lakosság változása | Lakosság változása | Lakosság változása | Lakosság változása | Lakosság változása | Lakosság változása | Lakosság változása | Lakosság változása | Lakosság változása | Lakosság változása | Lakosság változása | Lakosság változása | Lakosság változása | Lakosság változása | Lakosság változása |
| ------------------ | ------------------ | ------------------ | ------------------ | ------------------ | ------------------ | ------------------ | ------------------ | ------------------ | ------------------ | ------------------ | ------------------ | ------------------ | ------------------ | ------------------ | ------------------ |
| 1857               | 1869               | 1880               | 1890               | 1900               | 1910               | 1921               | 1931               | 1948               | 1953               | 1961               | 1971               | 1981               | 1991               | 2001               | 2011               |
| 459                | 930                | 506                | 605                | 720                | 783                | 1.548              | 871                | 850                | 837                | 821                | 1.238              | 1.388              | 1.609              | 2.045              | 1.978              |

## Nevezetességei
- Szent Miklós püspök tiszteletére szentelt római katolikus temploma[4] 1889-ben épült neoromán stílusban. 1903-ban fából épített kórust kapott, melyet 1971-ben betonra cseréltek. A templomot 1927-ben renoválták és akkor festette a mennyezetére Szent Miklós alakját F. Andreis festőművész. Három, kőből és márványból épített oltára van a Nagyboldogasszony, a Kisboldogasszony és Szent Miklós tiszteletére szentelve, melyeket a spliti Ante Frank kőfaragó művész készített 1936 és 1939 között. Szűz Mária és Szent Miklós szobrait 1890-ben, illetve 1889-ben Tirolból vásárolta a plébánia. 1969-ben a templomot kulturális emlékké nyilvánították. Értékes színes üvegablakait 1987-ben készítette Josip Botteri Dini, a keresztút képeit 1988-ban Josip Bifel festette. A harangtorony 1991-ben Ante Rožić tervei szerint épült. A plébániaházban értékes néprajzi és szakrális gyűjtemény tekinthető meg.
- Szent Lőrinc tiszteletére szentelt temploma[5] a régi temetőben áll. 1750-ben építette az akkor még új település lakossága. A szent képét és a barokk antependiumot a helyi Jure Jurišić Akčić adományozta a templomnak 1766-ban.
- A szakrális épületek közül még megemlítendő az 1860-ban épített Szeplőtelen fogantatás kápolna és a rogaći településrész 1917-ben épített Tisztítótűzben szenvedő lelkek kápolnája.
- A településen két jelentősebb múzeum is található. A régészeti múzeum a községháza épületében, a malakológiai gyűjtemény pedig a Jurišić Akčić család házában került elhelyezésre.
- A kikötő bejáratánál áll Szent Miklós püspök bronzszobra Mladen Mikulin alkotása 1999-ből.
- A II. világháborúban elesettek emlékműve 1980-ban, a baška poljai II. világháborús tengerészemlékmű 1984-ben készült. A putinai Horvát vitorlásemlékmű Marko Gugić alkotása 2005-ben készült.

## Gazdaság
A lakosság fő megélhetési forrása a turizmus. A településen számos szálloda, magánpanzió, kemping és apartman található. A turistaszezonban Baška Voda a Makarskai riviéra legnépesebb települése.

## Oktatás
A település alapiskolája a "Bariša Granić Meštar" alapiskola mintegy háromszáz tanulót számlál..

## Kultúra
A Big band Baška Voda ifjúsági zenekart 1998-ban alapították Općinska glazba Baška Voda néven fiatal amatőr zenészekből. Azóta a zenekarnak már több mint száz tagja volt. 2005-ben a településen megnyílt az önálló területi zeneiskola, mely nagyban hozzájárul a zenekar színvonalának emeléséhez. A zenekar 2008-ban Big bandként működött tovább szórakoztató és jazz zenét játszva. A zenekarnak ma mintegy harminc aktív tagja van. A megyében történő fellépéseiken kívül több rangos hazai és külföldi fesztiválon is szerepelnek.

## Galéria
- Baška Voda látképe
- Baška Voda látképe
- Szent Miklós szobra
- Esti látkép
- A Szent Lőrinc templom
- A Szent Miklós templom
- Kikötői részlet
- Kikötői részlet
- Látkép a Biokovo-hegységgel